# Kochummenia stenopetala
Kochummenia stenopetala là một loài thực vật có hoa trong họ Thiến thảo. Loài này được (King & Gamble) K.M.Wong mô tả khoa học đầu tiên năm 1984.